# Robert Capia
Robert Capia est un acteur et antiquaire français, spécialiste des jouets, automates et poupées du XIXe siècle, né le 27 octobre 1934 à Marseille et mort le 1er octobre 2012  à Eaubonne.

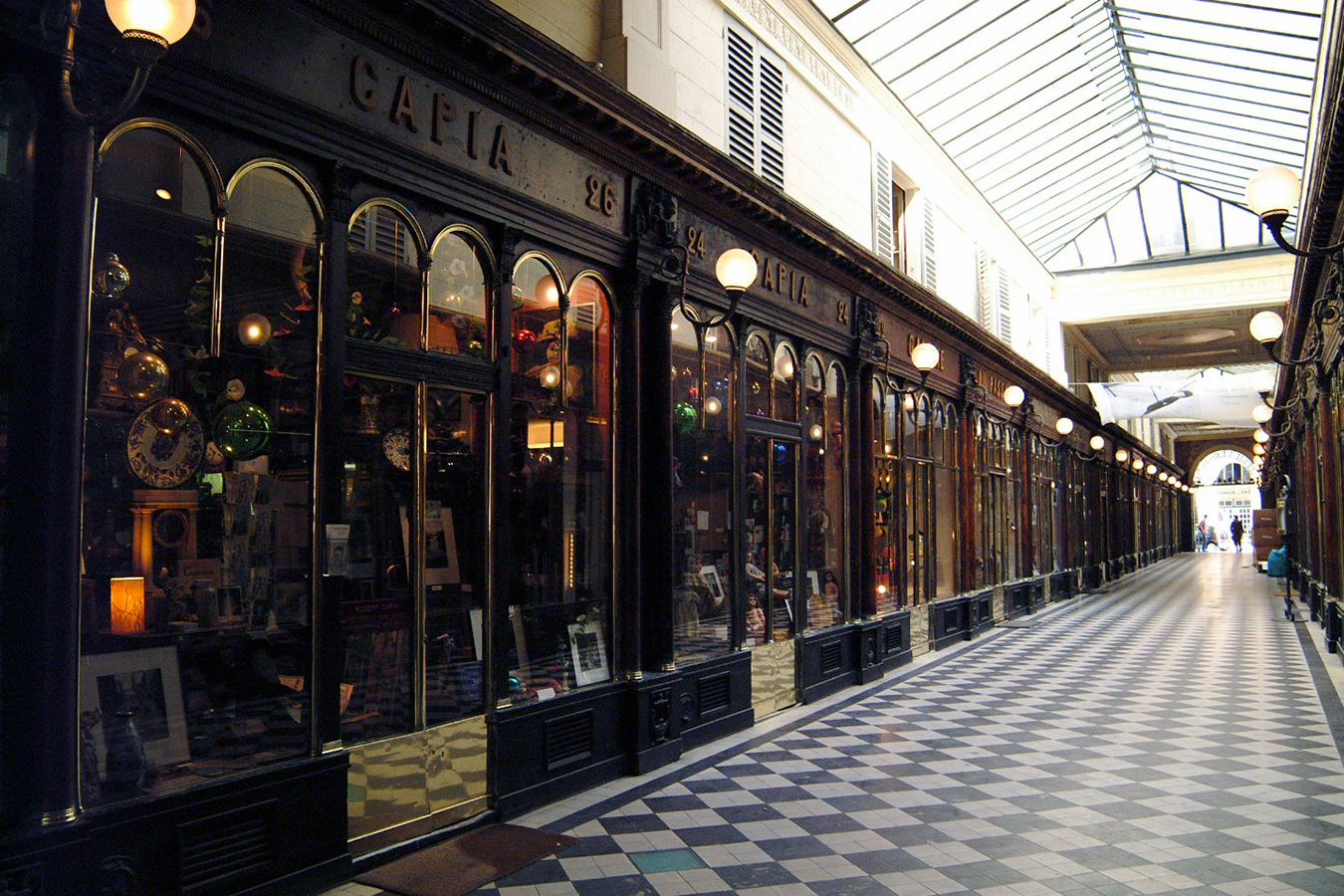
Le magasin de Robert Capia.

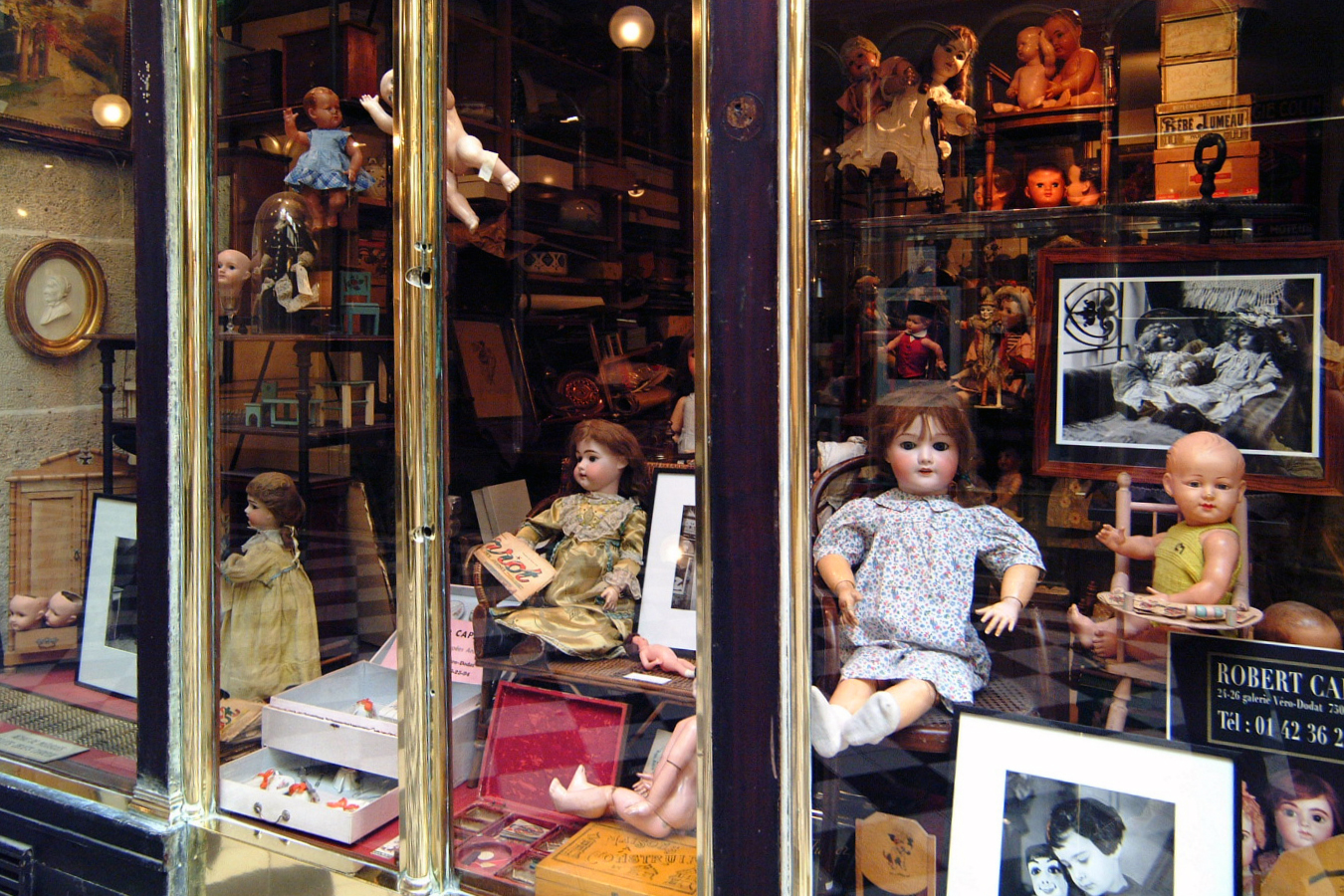
Le magasin de Robert Capia.
Détail de la vitrine.

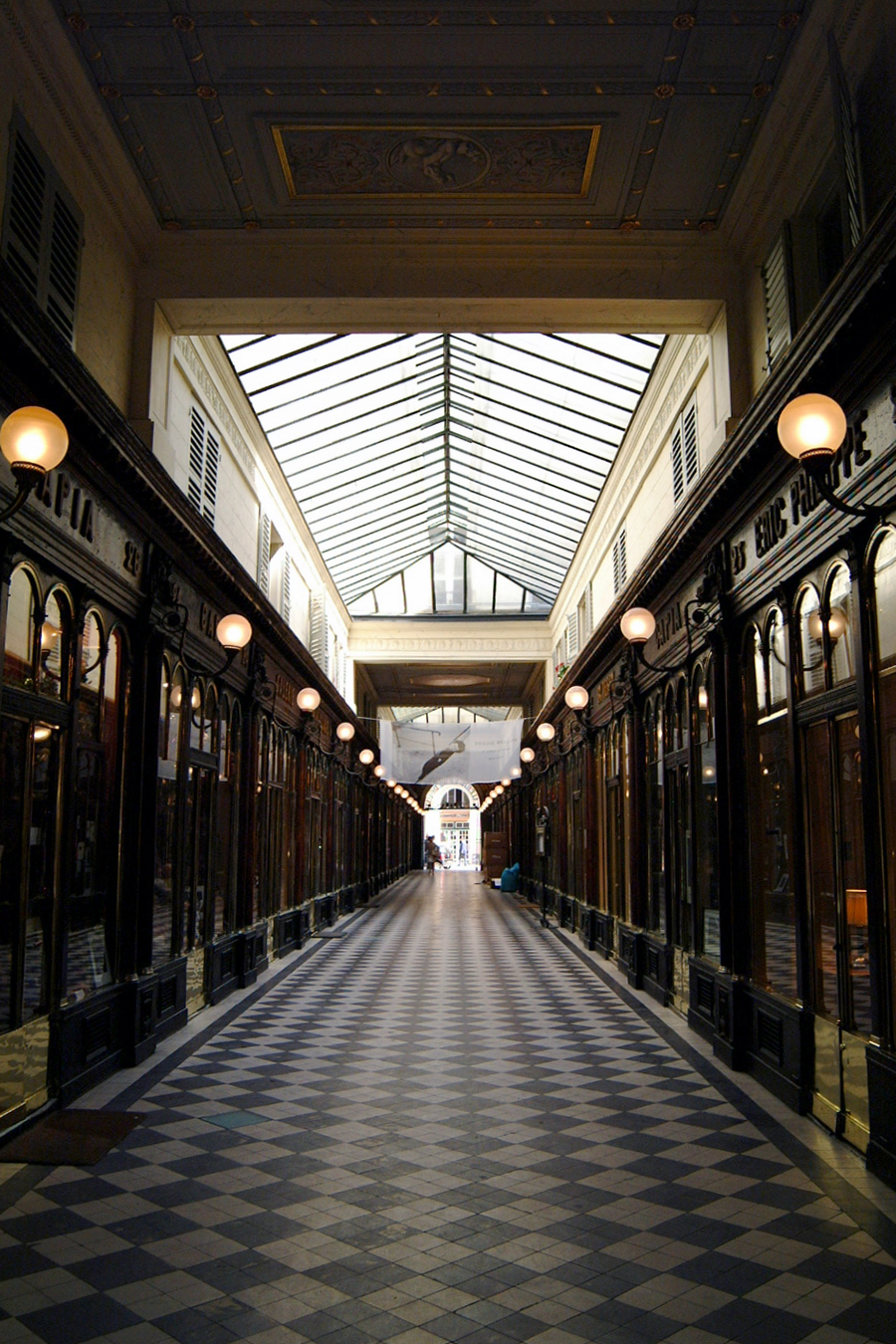
La galerie Véro-Dodat.

## Biographie

### Une vocation d'acteur
Robert Capia naît le 27 octobre 1934 à Marseille (3e arrondissement), d'un père comptable d'origine corse qui deviendra fondé de pouvoir des Brasseries de la Meuse et d'une mère italienne.
Après des études secondaires à Nîmes et un service militaire au début de la guerre d'Algérie, il fréquente le cours Simon. Au début des années 1950, il intègre diverses compagnies de théâtre (Marc Renaudin, Grégori Chmara).
Il s'essaie aussi au cinéma. En 1962, il joue dans Concerto pour violoncelle, un film expérimental réalisé par Monique Lepeuve, de la RTF. Il apparaît comme figurant dans quatre films de Walerian Borowczyk et un long métrage de Yannick Bellon.

### Un «brocanteur» passionné
Cette voie n'étant pas la sienne, il abandonne les planches. En 1963, il ouvre un commerce de brocante dans le passage souterrain de la station de métro Palais Royal. Proche d'un bistrot, son échoppe de quelques mètres carrés côtoie celles d'un cireur de chaussures, d'un marchand de fourrures, d'une voyante et d'un libraire... Le premier arrondissement de Paris devient son territoire d’élection.
En 1966, il transfère son activité au 26 galerie Véro-Dodat. Dès lors, son nom s'associe durablement à ce lieu singulier. Au fil des ans, le magasin attire le tout-Paris, séduit par la personnalité du propriétaire : célébrités du quartier - acteurs de la Comédie Française, conseillers d’État - mais aussi gens du monde des arts, des lettres et du spectacle. Robert Doisneau photographie sa boutique et Érik Desmazières la grave. En 1984, Catherine Deneuve pose sur le pas de porte pour le magazine Elle.
Dès le début, Robert Capia exerce son métier de brocanteur - terme qu’il revendique - avec un sens aigu de la recherche. En 1971, il publie Les petits objets de collection. Il se spécialise rapidement dans les jouets, les automates et surtout les poupées anciennes, auxquelles il consacre plusieurs ouvrages de référence. En 1994, le prix de l’Académie Française couronne son livre Poupées.

### Un homme engagé
Parallèlement à son activité professionnelle, il devient expert auprès de la Cour d’appel de Paris et assesseur de la Commission de conciliation et d’expertise douanière (CCED). En 1989, il préside la Compagnie d'experts français en antiquité (CEFA). De 1991 à 1995, il dirige le Syndicat national du commerce de l’antiquité et de l’occasion (SNCAO), dont il est nommé président d’honneur en 2004. Impliqué dans la vie publique, il siège de 1989 à 2001 à la Chambre de commerce et d'industrie de Paris (CCIP), dont il devient membre honoraire. Au titre de ce mandat, il administre plusieurs établissements de la CCIP.
En octobre 1999, il fonde puis préside l'association Passages et Galeries, consacrée à la sauvegarde des passages couverts de Paris.

### Dernières années
En 2004, il ferme son magasin du 26 galerie Véro-Dodat. Il donne des conférences et enseigne à l’Institut d'études supérieures des arts (IESA).
À la suite d'un accident vasculaire cérébral dont il ne se remettra jamais vraiment, il meurt le 1er octobre 2012 à Eaubonne.

## Filmographie
Robert Capia a tourné dans six films :
- 1962 : Concerto pour violoncelle, de Monique Lepeuve ;
- 1969 : Goto, l'île d'amour, de Walerian Borowczyk ;
- 1974 : Contes immoraux (Lucrèce Borgia), de Walerian Borowczyk ;
- 1975 : La Bête, de Walerian Borowczyk ;
- 1976 : Jamais plus toujours, de Yannick Bellon ;
- 1979 : Les Héroïnes du mal, de Walerian Borowczyk.

Dans un reportage où il commente plusieurs photos faites à Paris, Robert Doisneau cite son ami Robert Capia :
- 1981 : Robert Doisneau, badaud de Paris, pêcheur d'images, de François Porcile.

## Distinctions
Robert Capia a reçu plusieurs distinctions :
- Chevalier de la Légion d'honneur ;
- Officier de l'ordre national du Mérite ;
- Officier de l'ordre des Palmes académiques ;
- Commandeur de l'ordre des Arts et des Lettres ;
- Croix du combattant.